# James MacArthur
James Gordon MacArthur (Los Angeles (Californië), 8 december 1937 - Palm Desert (Californië), 28 oktober 2010) was een Amerikaans acteur.
MacArthur werd vooral bekend als detective Danny Williams (Book 'em, Danno) uit de televisieserie Hawaii Five-O.
MacArthur trouwde drie keer: hij was sinds 1984 getrouwd met H.B. Duntz. Tussen 1970 en 1975 was hij getrouwd met Melody Patterson, daarvoor met Joyce Bulifant (1958-1967).

## Filmografie
- Climax! Televisieserie - Hal Ditmar (Afl., Deal a Blow, 1955)
- The Young Stranger (1957) - Harold James 'Hal' Ditmar
- Studio One Televisieserie - Ben Adams (Afl., Tongues of Angels, 1958)
- General Electric Theater Televisieserie - Johnny Dundeen (Afl., The Young and Scared, 1958)
- Studio One Televisieserie - Jim Gibson (Afl., Ticket to Tahiti, 1958)
- The Light in the Forrest (1958) - Johnny Butler/True Son
- Westinghouse Desilu Playhouse Televisieserie - Jamsie Corcoran (Afl., The Innocent Assassin, 1959)
- Third Man on the Mountain (1959) - Rudi Matt
- Kidnapped (1960) - David Balfour
- The Night of the Auk (Televisiefilm, 1960) - Lt. Mac Hartman
- Swiss Family Robinson (1960) - Fritz Robinson
- Play of the Week Televisieserie - Lt. Max Hartman (Afl., Night of the Auk, 1961)
- The Untouchables Televisieserie - Johnny Lubin (Afl., Death for Sale, 1961)
- Bus Stop Televisieserie - Thomas 'Tom' Quincy Hagan (Afl., ...And the Pursuit of Evil, 1961)
- Wagon Train Televisieserie - Dick Pederson (Afl., The Dick Pederson Story, 1962)
- The Interns (1962) - Dr. Lew Worship
- The Dick Powell Show Televisieserie - Jack Doffer (Afl., The Court Martial of Captain Wycliff, 1962)
- Sam Benedict Televisieserie - Bert Stover (Afl., Some Fires Die Slowly, 1963)
- The Great Adventure Televisieserie - Lieutenant Alexander (Afl., The Hunley, 1963)
- Spencer's Mountain (1963) - Clayboy Spencer
- Arrest and Trial Televisieserie - Deke Palmer (Afl., A Shield Is for Hiding Behind, 1963)
- Cry of Battle (1963) - David McVey
- Burke's Law Televisieserie - Larry Forsythe (Afl., Who Killed the Kind Doctor?, 1963)
- Insight Televisieserie - Jim Brown (Afl., The Sophomore, 1963)
- The Eleventh Hour Televisieserie - Mason Walker (Afl., La Belle Indifference, 1963)
- The Truth About Spring (1964) - William Ashton
- The Great Adventure Televisieserie - Rodger Young (Afl., Rodger Young, 1964)
- The Alfred Hitchcock Hour Televisieserie - Dave Snowden (Afl., Behind the Locked Door, 1964)
- The Bedford Incident (1965) - Ensign Ralston
- The Virginian Televisieserie - Johnny Bradford (Afl., Jennifer, 1965)
- Battle of the Bulge (1965) - Lt. Weaver
- Ride Beyond Vengeance (1966) - The Census Taker
- Branded Televisieserie - Lt. Dan Laurence (Afl., A Destiny Which Made Us Brothers, 1966)
- Twelve O'Clock High Televisieserie - Lt. Wilson (Afl., The Outsider, 1966)
- Gunsmoke Televisieserie - David McGovern (Afl., Harvest, 1966)
- Insight Televisieserie - Billy Thorp (Afl., Some Talk About Pool Rooms and Gin Mills, 1967)
- Mosby's Marauders (1967) - Cpl. Henry Jenkins
- Disneyland Televisieserie - Corporal Henry Jenkins (Afl., Willie and the Yank: The Mosby Raiders, 1967|Willie and the Yank: The Deserter, 1967)
- Combat! Televisieserie - Jack Cole (Afl., Encounter, 1967)
- The Love-Ins (1967) - Larry Osborne
- Hondo Televisieserie - Judd Barton (Afl., Hondo and the Mad Dog, 1967)
- Tarzan Televisieserie - Dr. Richard Wilson (Afl., The Pride of the Lioness, 1967)
- Bonanza Televisieserie - Jayce Fredericks (Afl., Check Rein, 1967)
- Death Valley Days Televisieserie - Kit Carson (Afl., Spring Rendezvous, 1967|The Indian Girl, 1968)
- Premiere Televisieserie - Russ Faine (Afl., Lassiter, 1968)
- Hang 'Em High (1968) - The Preacher
- The Angry Breed (1968) - Deek Stacey
- Fantasy Island Televisieserie - Alex Farrelli (Afl., The Funny Girl/Butch and Sundance, 1978)
- Hawaii Five-O Televisieserie - Det. Danny Williams (216 afl., 1968-1979)
- The Love Boat Televisieserie - Chet Hanson (Afl., The Spider Serenade/Next Door Wife/The Harder They Fall, 1979)
- Time Express Televisieserie - Dr. Mark Toland (Afl., Garbage Man/Doctor's Wife, 1979)
- Alcatraz: The Whole Shocking Story (Televisiefilm, 1980) - Walt Stomer
- Fantasy Island Televisieserie - Bob Graham (Afl., The Heroine/The Warrior, 1981)
- Vega$ Televisieserie - Jerry Lang (Afl., Heist, 1981)
- Walking Tall Televisieserie - Father Adair (Afl., The Fire Within, 1981)
- The Littlest Hobo Televisieserie - Jim Haley (Afl., The Trail of No Return, 1981)
- The Love Boat Televisieserie - Paul Krakauer (Afl., I Don't Play Anymore/Gopher's Roommate/Crazy for You, 1982)
- The Night the Bridge Fell Down (Televisiefilm, 1983) - Carl Miller
- Murder, She Wrote Televisieserie - Allan Gebhart (Afl., Hooray for Homicide, 1984)
- The Love Boat Televisieserie - Mark Silverton (Afl., Vicki's Gentleman Caller/Partners to the End/The Perfect Arrangment, 1985)
- Superboy Televisieserie - Hogan (Afl., Birdwoman of the Swamps, 1989)
- Storm Chasers: Revenge of the Twister (Televisiefilm, 1998) - Frank Del Rio

- Bibsys: 12015972
- Biblioteca Nacional de España: XX1535646
- Bibliothèque nationale de France: cb14025160g (data)
- Gemeinsame Normdatei: 1144561310
- International Standard Name Identifier: 0000 0000 8387 6630
- Library of Congress Control Number: n96056629
- Nationale bibliotheek van Australië: 35229247
- Nationale Bibliotheek van Israël: 987007381516205171
- Nederlandse Thesaurus van Auteursnamen: 216576458
- SNAC: w6319wh0
- Virtual International Authority File: 61745431
- WorldCat: E39PBJdgXXcqfmXHVfqt8gtxjC